# Gihan Kamel
Pour les articles homonymes, voir Kamel.
Gihan Kamel, née en 1976, est une scientifique égyptienne.
Elle est connue pour ses exposés pour la science et la paix et sur le projet Synchrotron-light for Experimental Science and Applications in the Middle East.

## Biographie

### Origines
Sa mère est médecin et son père professeur d’histoire-géographie.

### Jeunesse et formation
Après des études supérieures en physique à l'Université de Helwan au Caire, elle s'installe en Italie pour y obtenir une thèse de biophysique à l'Université La Sapienza, de Rome.

### Carrière
Elle est depuis le milieu des années 2000 intéressée par ce projet Sesame, d'une part par curiosité pour ce choix d'une coopération entre les pays du Moyen-Orient, et d'autre part parce que l’Égypte est parmi les États fondateurs, avec huit autres pays : le Bahreïn, Chypre, la Jordanie, le Pakistan, la Turquie, l'Autorité palestinienne, l'Iran et Israël. Elle accepte donc cette proposition : « j’ai découvert un monde parallèle. Ou plutôt une oasis. Un endroit où un Palestinien peut parler de science avec un Israélien sans penser à la politique de son gouvernement, où une Égyptienne peut travailler avec un Iranien même si leurs pays n’ont plus de relations diplomatiques. »,,.
Ses exposés en conférence TED, dès 2015, lui valent d'être remarquée. Foulard sur la tête, elle y présente son emploi sur la ligne infrarouge du futur dispositif, en cours de construction à Allan, dans le Gouvernorat de Balqa en Jordanie, et se livre à un plaidoyer pour la science et la paix, et contre les préjugés. « Je couvre mes cheveux, pas mon cerveau », précise-t-elle, ajoutant que ce foulard et ses tenues colorées ne sont généralement pas appréciés par les rigoristes religieux. Elle est encore en 2016 la seule femme au sein de la communauté scientifique Sesame installée sur place,,.
En 2023, elle a été l’une des six femmes choisies par Nature pour commenter leurs projets pour la Journée internationale de la femme. Les autres étaient Sandra Diaz, Martina Anto-Ocrah, Jess Wade, Aster Gebrekirstos et Tanya Monro.

## Prises de position
Fière de son pays, elle emmène dans ses bagages un drapeau égyptien : « Je ne m’en séparais jamais. Quand j’ai obtenu un poste au synchrotron de Rome, en 2014, il m’a de nouveau accompagnée. Et puis j’ai reçu la proposition de Sesame ».